# Cattedrale di Exeter
La cattedrale di Exeter (cattedrale di San Pietro, in inglese Cathedral Church of Saint Peter) è la chiesa principale della diocesi anglicana di Exeter, nel Devon (Inghilterra).
L'edificio attuale, completato intorno al 1400, presenta caratteristiche peculiari come le antiche misericordie, l'orologio astronomico e la più lunga volta continua d'Inghilterra.

## Storia
La fondazione della cattedrale di Exeter, dedicata a san Pietro, risale al 1050, quando la sede del vescovo di Devon e Cornovaglia fu trasferita da Crediton per paura di scorribande dal mare. In città esisteva all'epoca un edificio di culto di epoca anglosassone dedicato a Maria e san Pietro, usato dal vescovo Leofric come sua sede, ma per mancanza di spazio le celebrazioni avvenivano all'aperto, nelle vicinanze del sito dell'attuale cattedrale.
Nel 1107 venne nominato vescovo William Warelwast, un nipote di Guglielmo il Conquistatore, dando così impulso alla costruzione di una nuova cattedrale in stile normanno. La fondazione ufficiale avvenne però solo nel 1133, dopo la fine della permanenza di Warelwast nella diocesi. In seguito all'arrivo di Walter Branscombe come vescovo nel 1258, l'edificio in costruzione venne giudicato superato e fu ricostruito in stile gotico decorato, sull'esempio della cattedrale di Salisbury. Tuttavia gran parte della costruzione gotica venne mantenuta, comprese le due massicce torri quadrate e parte delle murature perimetrali. Il materiale usato per la costruzione è tutto locale, come il marmo Purbeck. La nuova cattedrale venne completata intorno al 1400, tranne la sala capitolare e le cappelle per le messe di suffragio.
Come la maggior parte delle cattedrali inglesi, quella di Exeter subì la dissoluzione dei monasteri. Ulteriori danni si verificarono durante la guerra civile inglese, con la distruzione dei chiostri. Dopo la restaurazione di Carlo II, John Loosemore costruì un nuovo organo a canne. La sorella di Carlo II Enrichetta Anna Stuart fu battezzata nella cattedrale nel 1644. Durante l'età vittoriana la chiesa subì alcuni restauri operati da George Gilbert Scott.
Il 4 maggio 1942, un bombardamento colpì la città, con una bomba che colpì e distrusse tra l'altro la cappella di San Giacomo della cattedrale. Fortunatamente molti preziosi oggetti conservati nella chiesa erano stati rimossi preventivamente prima dell'attacco. Successivi lavori di restauro della parte ovest dell'edificio portarono alla luce parti di strutture precedenti, inclusi alcuni resti della città romana e dell'originaria cattedrale normanna.